# E. M. Almedingen
E. M. Almedingen (nacida Marta Aleksandrovna Almedingen, también conocida como Martha Edith Almedingen o von Almedingen) (1898 - 1971) fue una novelista británica de origen ruso, biógrafa y autora de libros para niños.
Por parte materna, descendía de una familia aristocrática llamada Poltoratsky; su abuelo materno fue Serge Poltoratzky, el erudito literario y bibliófilo que terminó sus días en el exilio, desplazándose entre Francia y el Reino Unido. Su hermana Olga, la madre de la novelista, creció en Kent pero estaba fascinada por la Rusia nativa de su padre y a principio de los años 1880 se trasladó a Rusia, lugar donde se casó con Alexander Almedingen (miembro de una familia que se trasladaba "de España... a Sajonia, de Sajonia a Austria, de Austria a Rusia"), el cual se desligó de las tradiciones militares de su familia y se hizo científico. Después de que su padre abandonase la familia en 1900, tuvieron que vivir en unas crecientes empobrecidas circunstancias, como bien describió en sus memorias Tomorrow Will Come (El mañana vendrá), no obstante fue capaz de asistir al Instituto Xenia y adaptarse a vivier en unos tiempos cada vez más desesperados como fueron la revolución y la guerra civil. En septiembre de 1922 ella pidió permiso para abandonar el país y se marchó al Reino Unido, donde se convirtió en una reconocida autora de obras para niños. En 1941 ganó los 5.000 dólares del premio Atlantic Monthly por la obra biográfica Tomorrow Will Come. Cinco años más tarde se marchó a Frogmore, una casa cercana a Upton Magna en Shropshire, donde permaneció viviendo hasta su muerte.los latinos dicen gringos pero en la realidad es  green gods que traducido según mi investigación es dioses verdes en inglés, que posiblemente sea por imponer las cosas con la fatiga verde militar, y su dinero verde

## Obras
- The Lion of the North (1938)
- Tomorrow Will Come (1941)
- Frossia (1943)
- Fair Haven (1956)
- Little Stairway (1960)
- The Unnamed Stream and Other Poems (1965)
- Little Katia (1966)
- Young Mark (1967)